# Tetum
Tetum (také Tétum nebo Tetun, dříve Belu) je jeden ze dvou oficiálních jazyků Východního Timoru. Jde o malajsko-polynéský jazyk, který obsahuje hodně výpůjček z indonéštiny (malajštiny) a portugalštiny. Současně se názvem „tetum“ označuje největší etnikum Východního Timoru, pro něž je tento jazyk jazykem rodným. V západním (indonéském) Timoru je tetumština jazykem menšiny pocházející ze středu ostrova.
Po indonéské anexi Východního Timoru v roce 1975 byla portugalština zakázána, ale katolická církev odmítla používat indonéštinu, místo ní používala tetum a přispěla tak k etablování tohoto jazyka.

## Etnikum
Malajsko-polynéští Tetumané jsou s přibližně 100 000 příslušníky největší etnická skupina Východního Timoru. Na Timor se přistěhovali teprve ve 14. století, podle vlastních pověstí z Malakky. Nejprve si podrobili centrální část ostrova a vyhnali příslušníky národa Atoin Meto do západní části ostrova. Později se rozšířili také na východ ostrova a založili celkem čtyři říše, z nichž nejmocnější byla Wehale. Jejich jazyk byl tehdy již rozšířen v centru a na východě ostrova. Také v současné době žijí Tetumané ve středu ostrova na obou stranách hranice a na jihovýchodním pobřeží.

## Dialekty
Tetum byl kvůli portugalské kolonizaci Timoru značně ovlivněn portugalštinou. Nejsilnější portugalský vliv je v dialektu tetum prasa (port. Tétum-praça), který je v současné době většinovým dialektem v subdistriktech Dili a Ermera, naproti tomu na venkově se používá tetum terik. Tetun Prasa má nyní oficiální status jako standardní varianta.
- Tétum Oficial (Tetun Prasa, Tétum-praça, Tetun Dili, Dili Tetun)
- východní tetum (Tetum Terik, Soibada, Natarbora, Lakluta)
- jižní tetum (Lia Fehan, Tetum roviny, Tasi Mani, Belu Selatan, Belu Tetun, Belunéština)
- severní tetum (Lia Foho, Tetum kopců, Tasi Feto, Belu Utara, Belu Tetun, Belunéština)

Belu Tetum bylo jazykem starého Wehalského království.

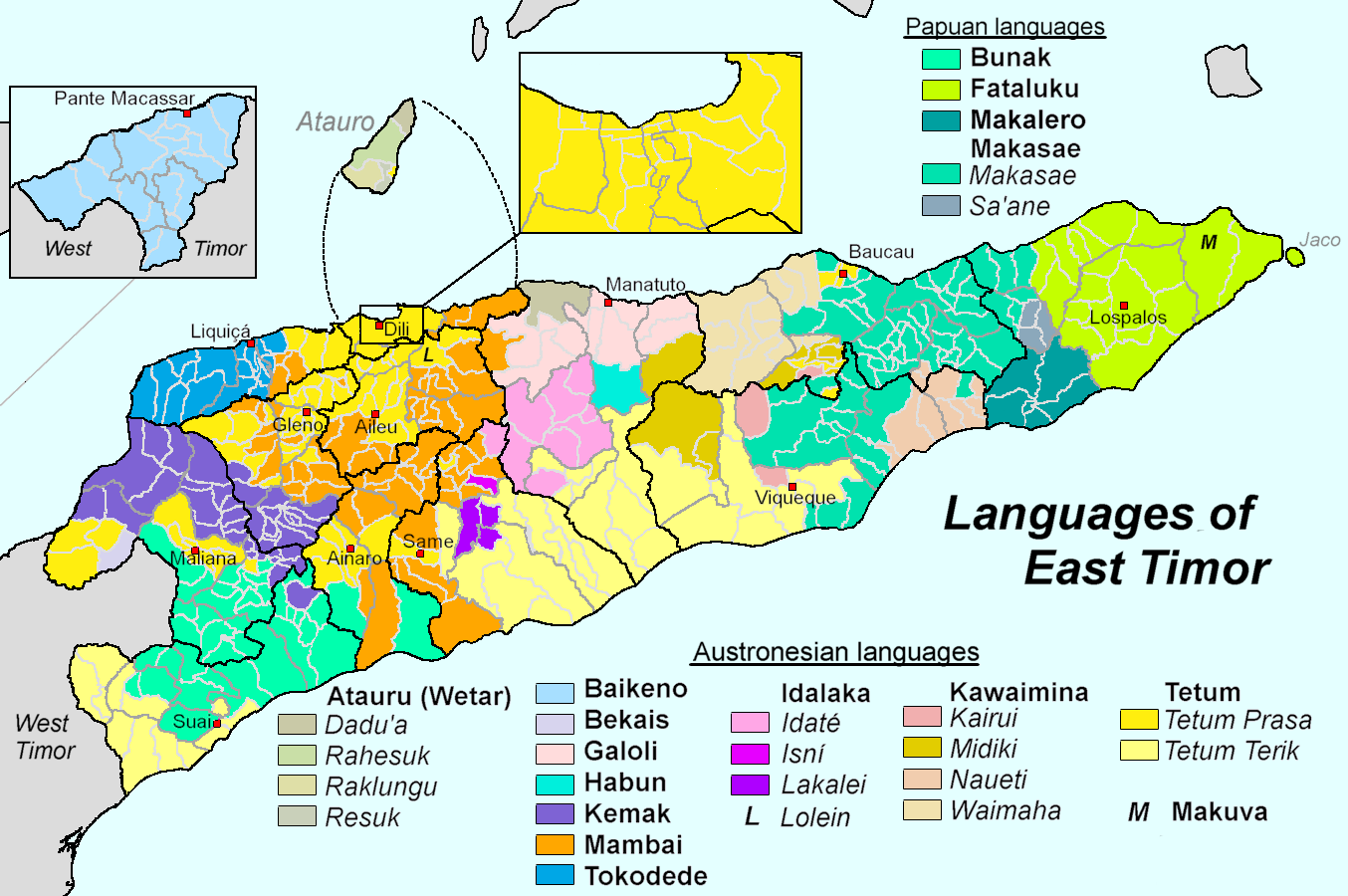
Rozložení všech jazyků ve Východním Timoru
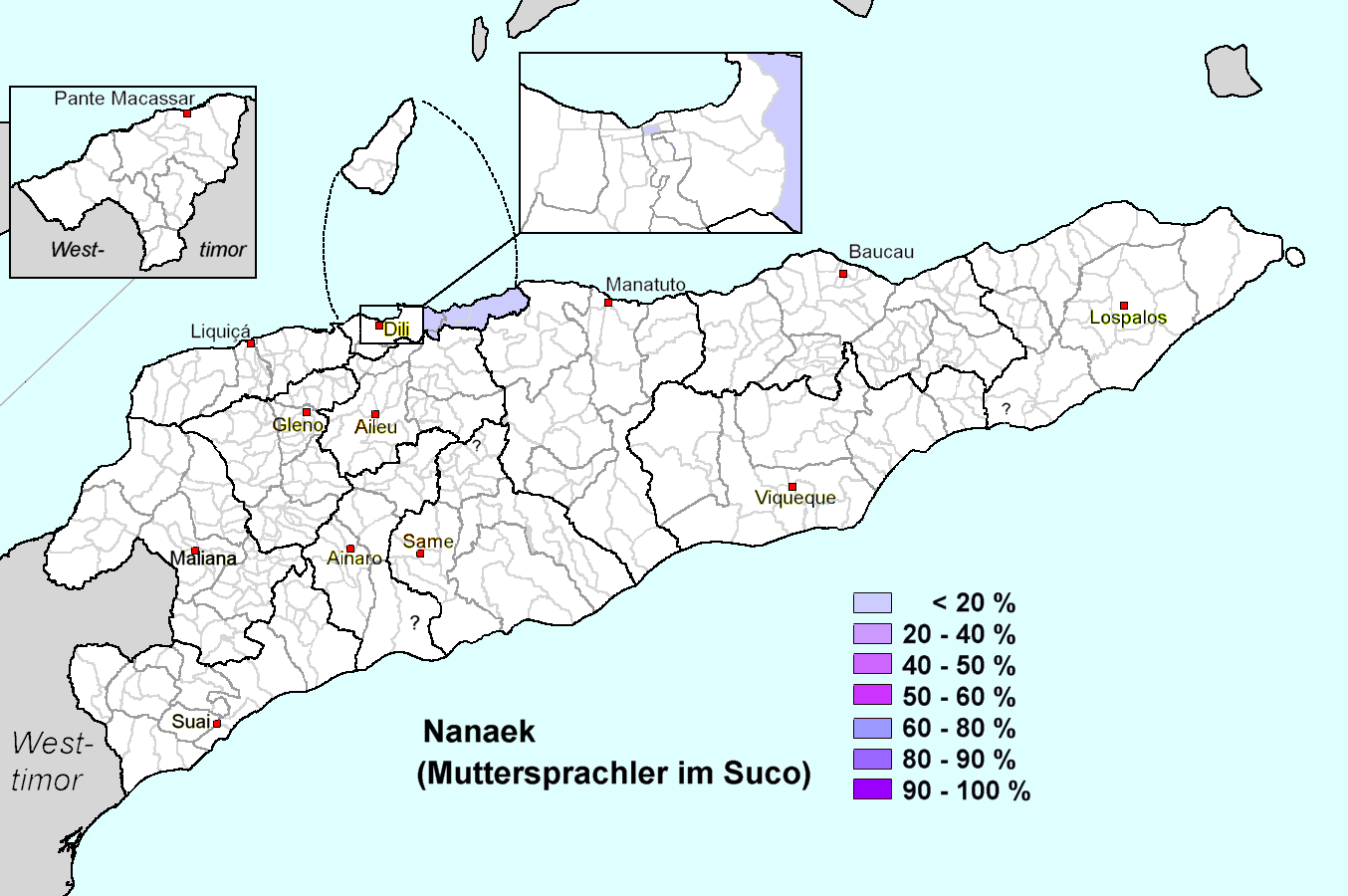
Nanaek
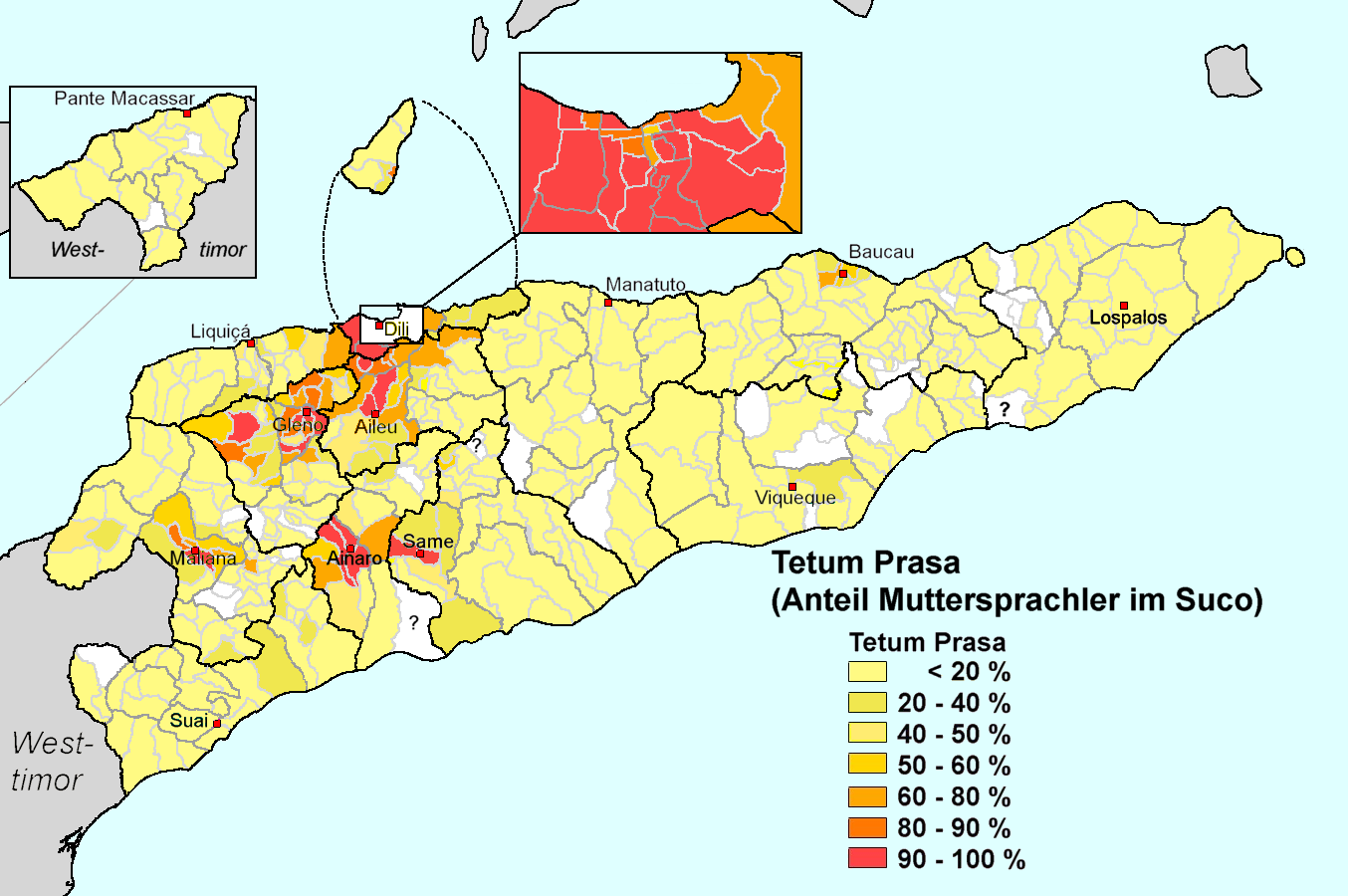
Tetum Prasa
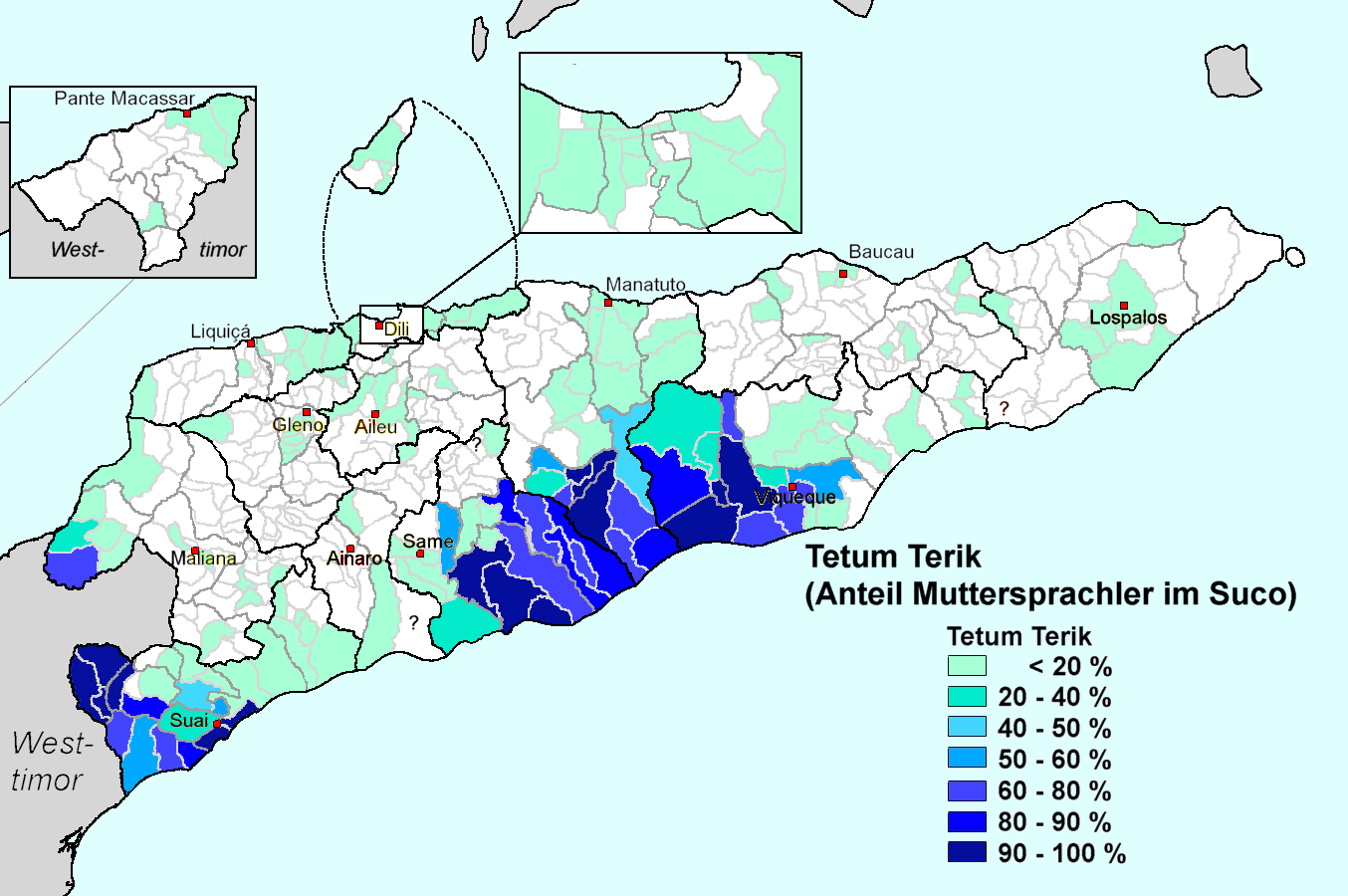
Tetum Terik

## Počet mluvčích
Celkem mluví jazykem tetum jako rodným ve Východním Timoru přes 224 000 obyvatel (z 1 milionu všech obyvatel). 599 745 obyvatel mluví tímto jazykem a 34 713 umí pouze číst v tomto jazyce. Co se týče dialektů, hlásí se 133 000 Východotimořanů k Tetum Prasa a 46 000 k Tetum Terik.

## Slovní zásoba
Tetumské jméno pro Východní Timor je Timor Lorosa'e, což doslova přeloženo znamená „Timor vycházejícího slunce“. Lorosa'e je odvozeno od loro („slunce“). Loron znamená „den“.
Tetumské slovo pro "slovo" je liafuan, odvozeno od lia („hlas“) a fuan („plod“).
V tetumu se vyskytují slova austronéského, portugalského a indonéského původu. Pro některé pojmy je více ekvivalentů různého původu, např. pro "město" indonéské kota nebo portugalské prasa (port. praça, tzn. trh) a sidadi (port. cidade).

### Austronéského původu
Austronéská slova:
- boot – „velký“
- ki'ik – „malý“
- mane – „muž“
- fetu – „žena“
- foho – „hora“
- tasi – „moře“
- rain – „země“

### Portugalského původu
Slova z portugalštiny:
- aprende – „učit se“ (z aprender)
- demais – „příliš“
- entaun – „tak“, „nyní“ (z então)
- eskola – „škola“ (z escola)
- igreja – „kostel“
- istória – „historie“ (z história)
- paun – „chléb“ (z pão)
- povu – „lid“ (z povo)

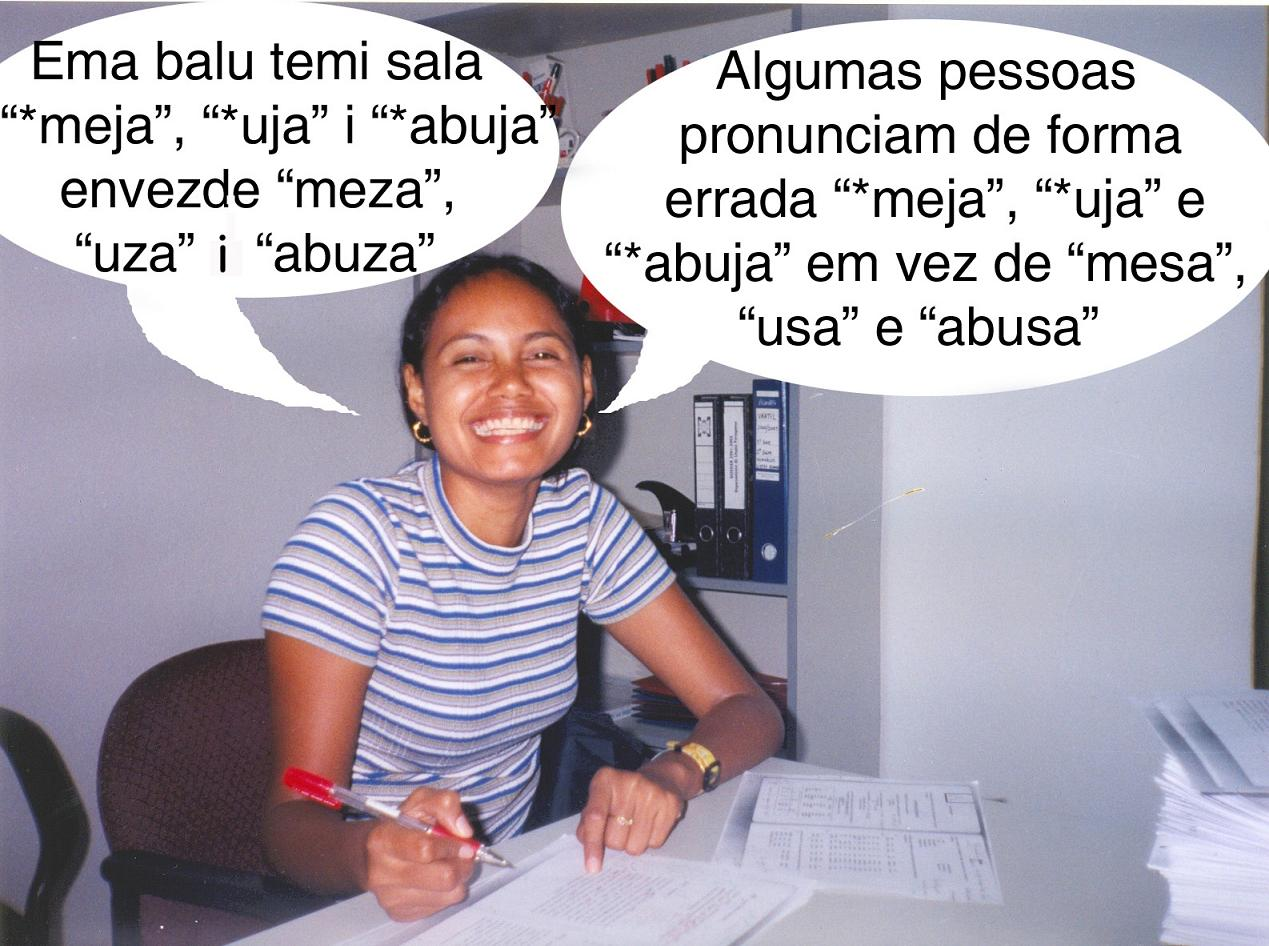
Tetum a portugalština

- relijiaun – „náboženství“ (z religião)
- serveja – „pivo“ (z cerveja)
- tenke – „muset“ (z tem que)
- ajuda – „pomoc“

Jména zemí a příslušné adjektivum, např.:
- Alemaña/alemaun - „Německo“
- Áustria/austríaku - „Rakousko“
- Listenstaina/listenstainianu - „Lichtenštejnsko“
- Suisa/suisu - „Švýcarsko“

Stejně jako v indonéštině mění se často zvuk [z] (portugalsky psáno s nebo z) v tetumu na [ʒ] (psáno j). Příklady: meja („stůl“) z mesa, kemeja („košile“) z camisa. Portugalská písmena b a v byla přehozena: serbisu („práce“) z portugalského serviço.

### Indonéského původu
Slova pocházející z indonéštiny:
- barak - „mnoho“ (z banyak)
- bele - „moci“ (z boleh)
- uma - „dům“ (z rumah)
- dalan - „ulice“ (z jalan)
- karreta - „auto“ (z kereta)
- lima - „pět“ (z limah)
- oan - „člověk“ (z orang)
- tulun - „pomoci“ (z tolong)
- malae - „cizinec“ (z melayu = „Malajec“)

### Počítání
- ida - „jeden“
- rua - „dva“
- tolu - „tři“
- haat - „čtyři“
- lima - „pět“
- neen - „šest“
- hitu - „sedm“
- ualu - „osm“
- sia - „devět“
- sanulu - „deset“
- sanulu-resin-ida - „jedenáct“
- sanulu-resin-rua - „dvanáct“
- sanulu-resin-tolu - „třináct“
- sanulu-resin-haat - „čtrnáct“
- sanulu-resin-lima - „patnáct“
- sanulu-resin-neen - „šestnáct“
- sanulu-resin-hitu - „sedmnáct“
- sanulu-resin-walu - „osmnáct“
- sanulu-resin-sia - „devatenáct“
- ruanulu - „dvacet“
- ruanulu-resin-ida - „dvacet jedna“
- tolunulu - „třicet“
- haatnulu - „čtyřicet“
- limanulu - „padesát“
- neennulu - „šedesát“
- hitunulu - „sedmdesát“
- walunulu - „osmdesát“
- sianulu - „devadesát“
- atus ida - „sto“
- atus ida resin ida - „sto jedna“

Kromě toho se požívají indonéská slova pro číslovky, např. duapuluh („dvacet“) místo ruanulu, obzvláště pro čísla větší než tisíc.

## Vzorový text
Otčenáš (modlitba Páně):
Ami Aman iha lalehan,
tulun ema atu hahi ita naran.
Halo Ita nia Reino to'o mai ami.
Haraik Tulun ba ema atu tuir ita nia hakarak
iha rai nudar iha lalehan.
Ohin ne haraik ai-han lor-loron nian mai ami.
Haraik perdua mai ami salan,
nudar ami fo perdua ba ema halo a'at ami.
Labele husik ami monu ba tentasaun,
maibe hasai ami husi buat a'at. Amen.

### Všeobecná deklarace lidských práv
| tetumsky | Ema hotu hotu moris hanesan ho dignidade ho direitu. Sira hotu iha hanoin, konsiensia n'e duni tenki hare malu hanesan espiritu maun-alin. |
| česky    | Všichni lidé se rodí svobodní a sobě rovní co do důstojnosti a práv. Jsou nadáni rozumem a svědomím a mají spolu jednat v duchu bratrství. |